# Devon Woodcomb
Devon Christian Woodcomb, souvent surnommé « Capitaine Trop Top » est un personnage de la série télévisée américaine Chuck. Il est le petit ami puis devient le mari d'Ellie Bartowski dans le dernier épisode de la deuxième saison. Il est interprété par Ryan McPartlin.

## Biographie
Devon est le beau-frère de Chuck Bartowski. Il apparaît principalement dans des complots impliquant la vie quotidienne de celui-ci, bien qu'il ait été indirectement impliqué au sein de complots d'espion. Par exemple, pendant une prise d'otage au Buy More, Devon formule un plan avec Big Mike, Morgan, Jeff et Lester pour se défendre de leur ravisseur, Ned, qui était en fait un homme du Fulcrum ayant organisé un complot.
Devon voit Chuck comme un frère de substitution et l'Homme de la famille d'Ellie en absence de leur père; il estime qu'il est important que lui soit donnée la permission avant de demander Ellie en mariage.
Plusieurs fois dans la série, Devon a conseillé Chuck au sujet de sa relation avec Sarah. Il a personnellement choisi plusieurs "candidates" avec Ellie, pour la fête d'anniversaire de Chuck. Il enseigne aussi Chuck au tango (saison 1, épisode 3), lorsqu'il se prépare pour sa première mission; Devon lui a appris "la partie femme" de la danse.
Vis-à-vis des amis de Chuck, Devon fait un effort de s'entendre avec eux. Bien qu'il soit conscient que Morgan soit amoureux d'Ellie. Après une dispute avec elle, il ne doutera pas du tout d'elle même quand il trouve Morgan sur le lit avec Ellie, pour la consoler. Devon ne soupçonne pas même qu'elle ait pu dormir avec Morgan.
Devon est confiant et montrera des signes d'amitiés envers Morgan. Il l'encourage sur son apparence en lui donnant des conseils sur les subtilités d'être un homme, y compris sur le fait de bien s'habiller, lui conseille un centre pour des produits capillaires et des conseils sur la façon qu'il a de courtiser Ellie.
Devon prête aussi de l'argent à Morgan pour un appartement. Il permet aussi à Morgan de rester sur le canapé pendant quelques jours pour échapper à la relation entre Big Mike et sa mère (Bolonia).
Il a essayé d'externaliser certaines de ses responsabilités de préparation de noces en laissant Jeff et Lester lui trouver un orchestre pour son mariage. Jeff et Lester ont alors proposés leurs services malgré une audition malheureuse. Jeff convainc Devon de leur donner une deuxième chance. Bien que Jeffster! ne soit toujours pas au point, Devon dit à Ellie qu'ils peuvent toujours les laisser vivre leur rêve au moins pour cinq minutes.
Bien qu'il ne soit pas conscient que la relation de Chuck et Sarah soit juste une couverture il donnera des conseils et lui fera remarquer avec précision que les sentiments de Sarah pour Chuck sont véritables.
Dans l'épisode 21 de la saison 2, Devon, en essayant de trouver Chuck, apprend la vaste surveillance de John Casey sur lui, Lester et Jeff. Il utilise des clés de son casier pour entrer dans l'appartement de Casey. En essayant d'avoir accès à l'ordinateur de Casey, Devon déclenche inconsciemment un lockdown, avec des barres métalliques bloquant les fenêtres et les portes de l'appartement. Quand Casey arrive et commence à mettre un silencieux sur son pistolet, un affrontement majeur s'ensuit entre Devon et Casey pendant lequel Chuck reconnaît être un atout de la C.I.A. de haut niveau avec Casey et Sarah comme ses entraîneurs et protecteurs. Devon consent à le couvrir pour protéger Ellie.
À la suite de cette révélation, il est fortement impressionné par son beau-frère sur le fait qu'il ne se laisse pas aller.
La première conséquence en raison de cette nouvelle, c'est que le jour de son mariage, à la demande de Chuck de le couvrir et de l'aider, il laisse Morgan prendre la responsabilité de son mariage.

### Vie de famille
Devon Woodcomb est le fils de Woody (Bruce Boxleitner) et de Honey (Morgan Fairchild) Woodcomb, et a deux frères plus jeunes. Étant plus jeune, il a joué au football pour UCLA, et a rencontré Ellie lors de son premier jour de faculté en médecine. C'est durant cette période qu'il lui a donné son pull-over qui lui portait « chance » parce qu'il trouvait qu'il correspondait à la couleur des yeux de celle-ci. Devon se spécialise dans la médecine, et exerce maintenant au Centre Médical Westside avec Ellie. Devon et Ellie vivent ensemble dans le complexe d'appartement avec Chuck.

## Personnalité
Devon est une personne respectueuse, décontracté, très active et qui se montre rarement fâché. En plus du sport extrême qu'il peut pratiquer, il est aussi un motard passionné. Devon maintient une relation proche avec ses frères de fraternité de UCLA.
Devon est très amoureux d'Ellie, bien qu'ils se soient disputés dans quelques épisodes. Il a proposé à Ellie l'anneau de son arrière-grand-mère, et ils ont planifié le mariage ensemble.
Devon est aussi fier de son apparence masculine. Il est notamment impressionné par le physique de John Casey.
Pour se mettre en valeur, il porte fréquemment le vêtement sportif adapté à sa forme musculaire voire aucun vêtement du tout, une pratique qui dérange aussi bien Ellie que Chuck. Pour Halloween, il s'habille comme Adam en portant seulement des sous-vêtements de chair adaptés avec une fausse feuille de figuier. Ce niveau de confort s'étend aussi vers le sexe en général, comme il fait fréquemment des remarques suggestives à Chuck sur sa vie sexuelle avec Sarah.

## Commentaires
- Son surnom vient de l'affirmation de Chuck : tout ce qu'il fait est Trop Top, incluant l'escalade, le deltaplane, parlant l'espagnol, etc.

- Devon était au départ prévu pour apparaître seulement dans une poignée d'épisodes jusqu'à la révélation qu'il était un espion ennemi vers la fin de la première saison. Cependant, à cause de la popularité du personnage, ce plan a été abandonné et Ryan McPartlin a été ajouté aux statuts de personnages principaux à partir de la deuxième saison.

## Sources
- (en) Cet article est partiellement ou en totalité issu de l’article de Wikipédia en anglais intitulé « Devon Woodcomb » (voir la liste des auteurs).